# Åke Plantin
Åke Oscar Plantin, född 1 december 1898 i Västerås, död 24 augusti 1987 i Förslövs församling, Båstad, var en svensk målare och tecknare.

## Biografi
Åke Plantin var son till bankdirektör Johan Plantin och Susan Broberg och från 1950 gift med Margareta Lennmalm-Plantin. Han studerade vid Wilhelmsons målarskola i Stockholm och under studieresor till bland annat Tyskland, Italien, Frankrike och Danmark. Separat ställde han ut i bland annat Sundsvall, Västerås, Örebro och Strängnäs. Tillsammans med sin fru och Erik Sand ställde han ut i Karlstad. Han medverkade i samlingsutställningar arrangerade av Sällskapet för jämtländsk konstkultur, Västerås konstförening och Uppsala konstförening. Hans konst består av stilleben, landskap och avbildningar av havsbottens fauna utförda i akvarell, gouache, lavering eller teckning. Som illustratör medverkade han bland annat i böcker av Torsten Boberg. Plantin finns representerad vid Västerås konstmuseum, Linköpings museum, Östersunds museum, Eskilstuna konstmuseum och Ludvika museum. Makarna Plantin är begravda på Gamla kyrkogården i Ludvika.